# Cyprinella gibbsi
Cyprinella gibbsi är en fiskart som först beskrevs av Howell och Williams, 1971.  Cyprinella gibbsi ingår i släktet Cyprinella och familjen karpfiskar. Inga underarter finns listade i Catalogue of Life.